# Dwarsgeplaatste motor
Een dwarsgeplaatste motor is een zuigermotor waarvan de krukas dwars op de rijrichting ligt.
Bij auto's worden dwarsgeplaatste motoren in het algemeen toegepast in combinatie met voorwielaandrijving. Vrachtauto's hebben vrijwel altijd (of misschien wel altijd) achterwielaandrijving en dus langsgeplaatste motoren. Ook veel autobussen hebben een dwarsgeplaatste motor.
Een opmerkelijke sportauto is de Lamborghini Miura die voorzien is van een dwarsgeplaatste V12-motor.
Omdat bij motorfietsen vanwege de kettingaandrijving deze ligging in feite het meeste gebruikt wordt, spreekt men hier meestal (ten onrechte) van een dwarsgeplaatste motor als de krukas juist in de lengte ligt, zoals bij BMW en Moto Guzzi. In werkelijkheid hebben deze motorfietsen langsgeplaatste motoren.

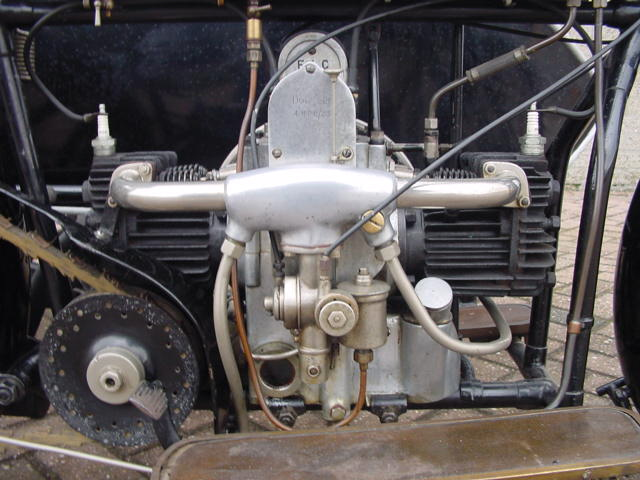
Dwarsgeplaatste Douglas boxermotor
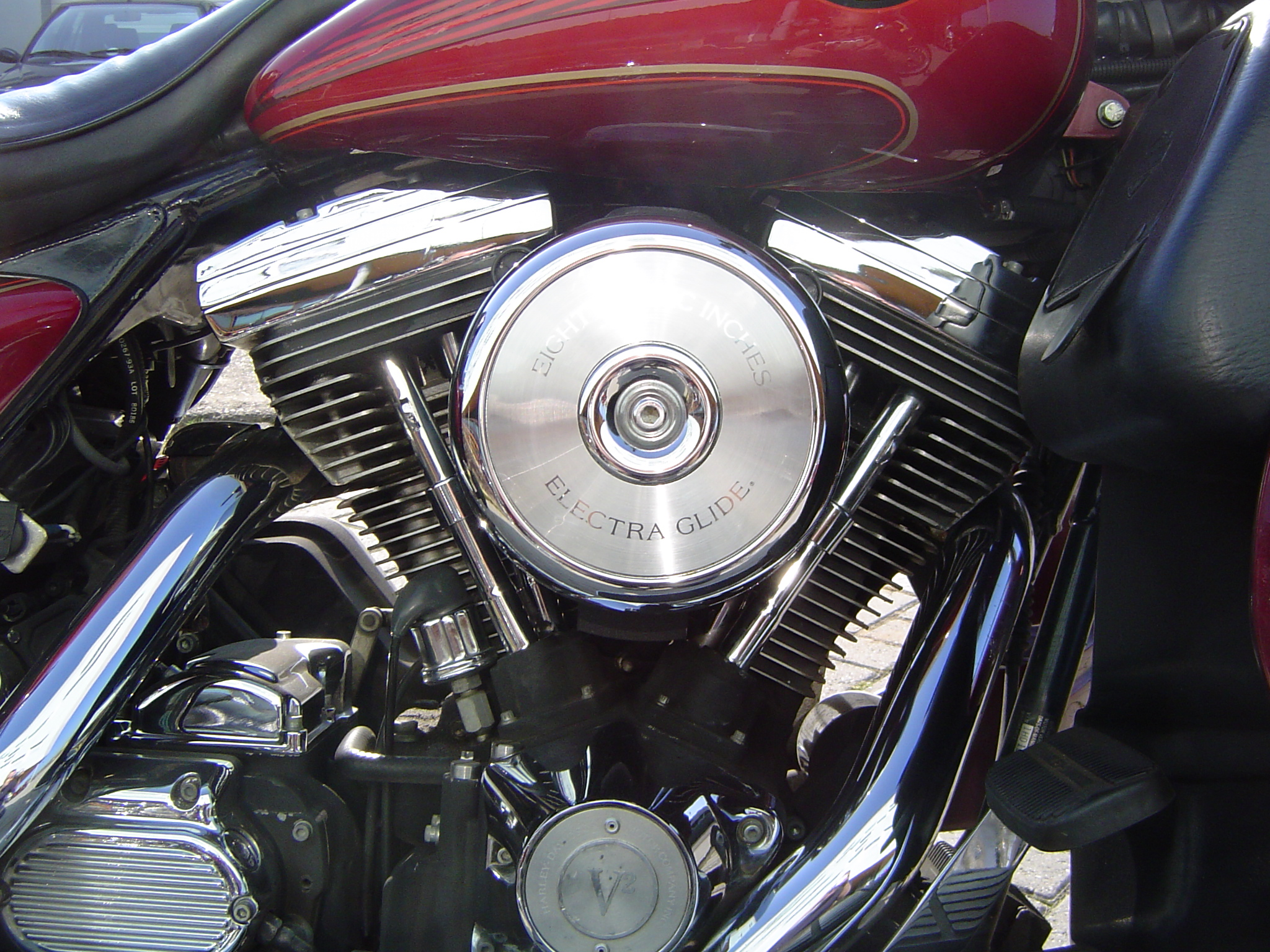
Dwarsgeplaatste V-twin (Harley-Davidson)
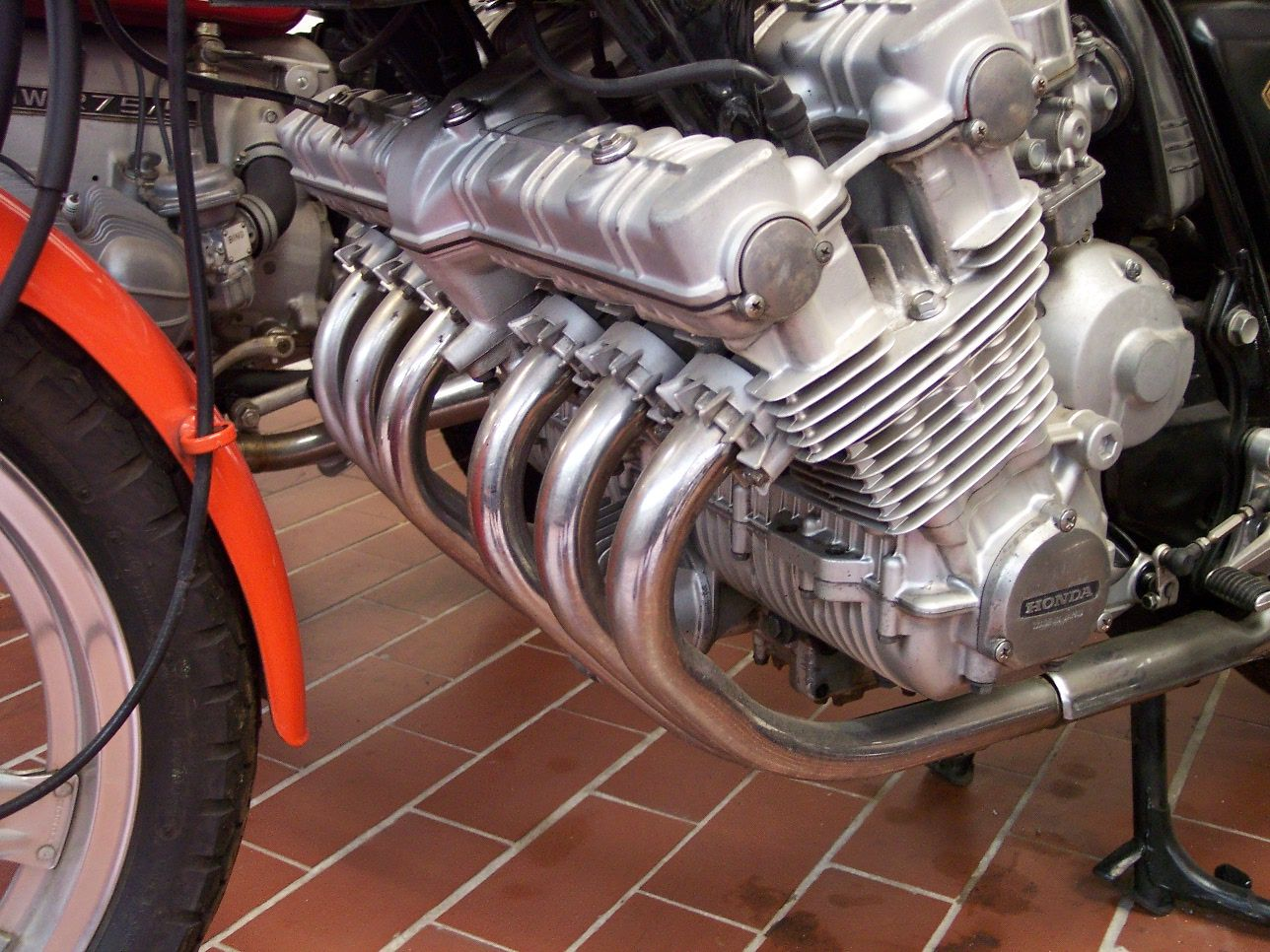
Dwarsgeplaatste zescilinder lijnmotor in een Honda CBX 1000